# Normer for Europæiske Modeljernbaner
Normer for Europæiske Modeljernbaner (NEM, NEM-normer) er normer for modeljernbaner udarbejdet af den europæiske organisation MOROP. De fastsættes og opdateres af en teknisk kommission under MOROP i samarbejde med modeljernbaneproducenter.
NEM-normerne definerer størrelsesforhold (skalaer) og sporvidder for modeljernbaner, vejleder producenterne i at lave kompatible produkter og hjælper almindelige mennesker med at lave driftssikre modeljernbaneanlæg. Normerne dækker ting som epoker, stigningsgrader, hjulprofiler og design af koblinger, idet de er afpasset efter de forskellige skalaer. Et fundamentalt princip i NEM-normerne er kompromiser i nøjagtig gengivelse til fordel for driftssikkerhed. Et eksempel på det er hjulenes flanger, der er forholdsvis større i de mindre skalaer for at gøre driften mere sikker.
NEM-normerne dækker i store træk over de samme områder, der defineres i normer og anbefalede praksis af den amerikanske organisation National Model Railroad Association (NMRA), men de to sæt normer er ikke fuldt kompatible. I nyere tid har MOROP og NMRA dog arbejdet tættere sammen for at skabe fælles normer så som for Digital Command Control. Til daglig følger de europæiske modeljernbaneproducenter normalt NEM-normerne, mens de nordamerikanske normalt følger NMRA's.